# Пегий тамарин
Пегий тамарин (лат. Saguinus bicolor) — вид игрунковых обезьян из рода тамаринов (Saguinus).

## Описание
Приматы небольшого размера. Длина тела без хвоста составляет 20,8—28,3 см; включая хвост 33,5—42,0 см. Самцы весят в среднем 428 грамм. Продолжительность жизни в дикой природе составляет до 10 лет.

## Распространение
Ареал лежит внутри и к северу от города Манаус (Бразилия). В основном встречаются в районе слияния рек Куэйрас и Риу-Прету-да-Эва. Внутри ареала существует соперничество за ресурсы с красноруким тамарином, при этом краснорукий тамарин постепенно вытесняет пегого с исторических мест обитания.

## Образ жизни
Образует небольшие семейные группы численностью от 2 до 15 особей (в среднем 5—7). В группе приносит потомство только доминантная самка. Беременность длится 140—170 дней, в помёте обычно двое детёнышей. Воспитывает детёнышей в основном отец, при этом вся группа проявляет заботу о потомстве. В рационе фрукты, цветы, нектар, насекомые, пауки, мелкие позвоночные и птичьи яйца.

## Статус популяции
В 2008 году Международный союз охраны природы присвоил этому виду охранный статус «В опасности» (англ. Endangered). Существованию вида угрожает уничтожение среды обитания и вытеснение красноруким тамарином.